# Нида (Хесен)
Нида (њем. Nidda) град је у њемачкој савезној држави Хесен. Једно је од 25 општинских средишта округа Ветерау. Према процјени из 2010. у граду је живјело 17.723 становника. Посједује регионалну шифру (AGS) 6440016.

## Географски и демографски подаци
Нида се налази у савезној држави Хесен у округу Ветерау. Град се налази на надморској висини од 131 метра. Површина општине износи 118,4 km². У самом граду је, према процјени из 2010. године, живјело 17.723 становника. Просјечна густина становништва износи 150 становника/km².

## Међународна сарадња
| Мјесто      | Држава               | Врста сарадње | Од    |
| ----------- | -------------------- | ------------- | ----- |
| Кромер      | Уједињено Краљевство | контакт       | 1996. |
|             | Француска            | партнерство   | 1980. |
| Вајсенштајн | Аустрија             | партнерство   | 1991. |
| Саландра    | Италија              | контакт       | 2006. |
| Извор       |                      |               |       |